# Kasteelruïne Wallenburg Dürbheim
Burgstelle Wallenburg is een kasteelruïne op een berg 3300 meter zuidoostwaarts van de gemeente Talheim in de Duitse deelstaat Baden-Württemberg.
Deze ruïne in Dürbheim in Baden-Württemberg werd in het jaar 1537 in een document genoemd. Deze ruïne schijnt al lang geleden te zijn vervallen. De laatste bewoonster was gravin Hildegund van Wallenburg (15e eeuw). Voor haar wordt nog steeds de mis opgedragen in de plaatselijke kerk.